# Władysław Frączek

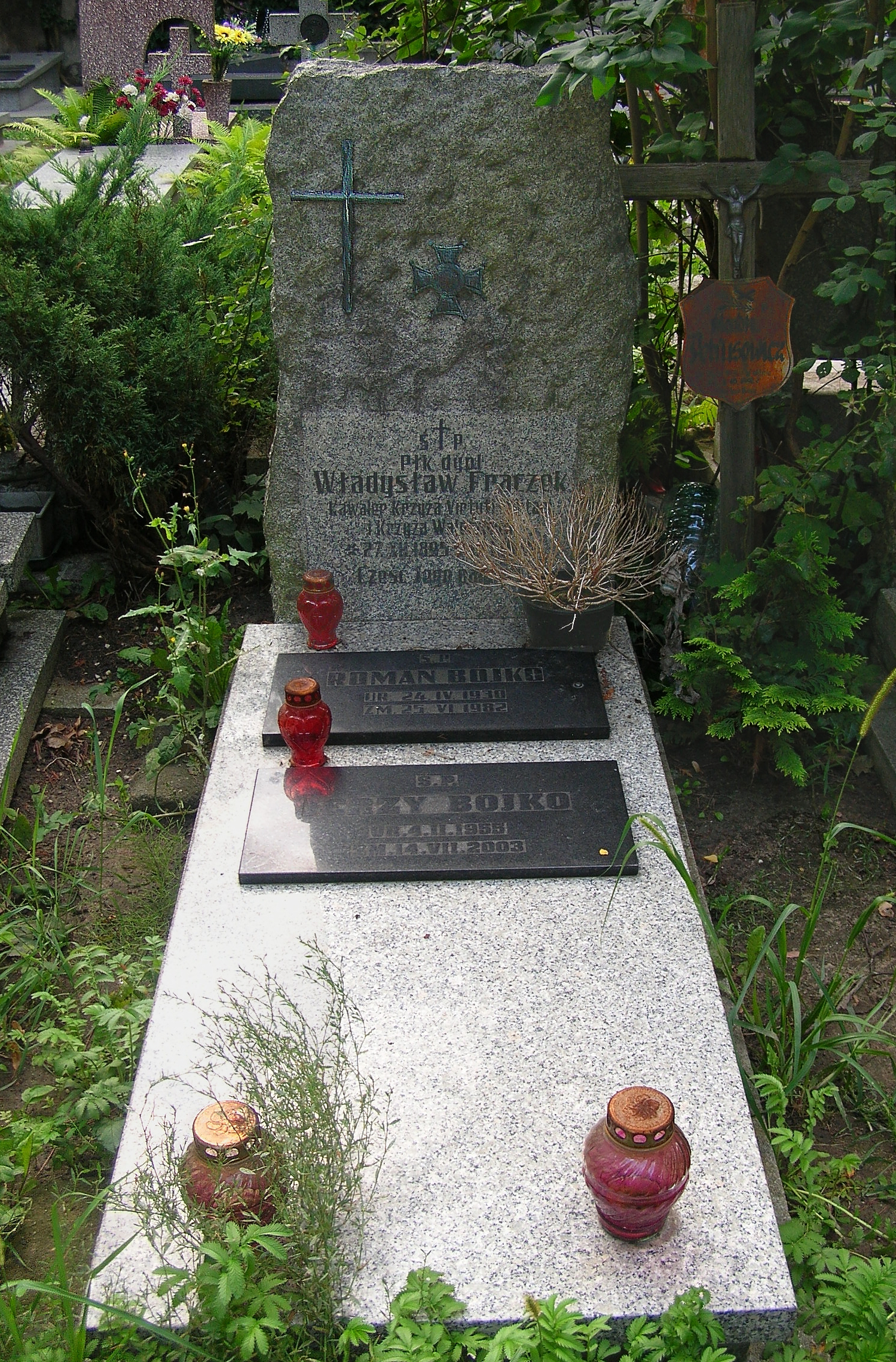
Zdjęcie grobu Władysława Frączka na cmentarzu św. Wawrzyńca we Wrocławiu

Władysław Frączek ps. „Janczak”, „Wid”, „Witold Sawicki” (ur. 27 grudnia 1895 w Stryszawie, zm. 19 stycznia 1969 we Wrocławiu) – pułkownik dyplomowany piechoty Wojska Polskiego, działacz niepodległościowy, kawaler Orderu Virtuti Militari.

## Życiorys
Urodził się 27 grudnia 1895 roku w Stryszawie. Od 1906 roku uczył się w gimnazjum w Bochni, gdzie w 1914 otrzymał świadectwo dojrzałości. W sierpniu 1914 roku wstąpił do Legionów Polskich i służył w 3 pułku piechoty Legionów. Uczestnik bitwy pod Rarańczą. Po ukończeniu kursu oficerskiego w Zegrzu otrzymał awans na chorążego. Po kryzysie przysięgowym od września 1917 roku służył w batalionie zapasowym Polskiego Korpusu Posiłkowego. W okresie od lutego do czerwca 1918 roku internowany przez władze austriackie w obozie na Węgrzech, a później we Włoszech.
Po powrocie do Polski od listopada 1918 roku wziął udział w obronie Lwowa. Kolejno pełnił funkcję dowódcy plutonu, dowódcy 4 i 11 kompanii 4 pułku piechoty Legionów. W sierpniu 1920 roku przeniesiony został do 3 pułku piechoty Legionów, w którym kolejno dowodził II batalionem, 5 kompanią i I batalionem. W tym czasie bierze udział w wojnie polsko-bolszewickiej.
W 1921 roku został referentem wyszkolenia a następnie pełnił obowiązki dowódcy I batalionu 3 pp Leg. W sierpniu 1923 roku objął dowództwo III batalionu, a w lutym następnego roku - II batalionu. 31 marca 1924 prezydent RP nadał mu stopień majora ze starszeństwem z dnia 1 lipca 1923 i 114. lokatą w korpusie oficerów piechoty. W kwietniu 1925 roku powierzono mu pełnienie obowiązków zastępcy dowódcy 3 pp Leg. We wrześniu tego roku objął dowództwo III batalionu.
1 listopada 1925 rozpoczął naukę na Kursie Normalnym Wyższej Szkoły Wojennej w Warszawie. Z dniem 28 października 1927, po ukończeniu kursu i uzyskaniu dyplomu naukowego oficera Sztabu Generalnego, przydzielony został do Wyższej Szkoły Wojennej na stanowisko asystenta. Następnie był wykładowcą operacyjnej służby sztabów, a od 1929 roku kierownikiem katedry taktyki ogólnej. 24 grudnia 1929 prezydent RP nadał mu z dniem 1 stycznia 1930 stopień podpułkownika w korpusie oficerów piechoty i 18. lokatą. Z dniem 1 stycznia 1931 przeniesiony został do Szkoły Podchorążych dla Podoficerów w Bydgoszczy na stanowisko dyrektora nauk. W kwietniu 1932 został przeniesiony do Biura Ogólno Administracyjnego Ministerstwa Spraw Wojskowych na stanowisko szefa Wydziału Przepisów Służbowych. W 1935 został przesunięty na stanowisko szefa Wydziału Administracyjno-Instrukcyjnego. W listopadzie 1935 został mianowany dowódcą Pułku KOP „Wołożyn”, a w 1938 dowódcą 15 pułku piechoty w Dęblinie. Na stopień pułkownika został mianowany ze starszeństwem z 19 marca 1939 i 7. lokatą w korpusie oficerów piechoty.
Brał udział w kampanii wrześniowej jako dowódca 15 pułku piechoty w składzie 28 Dywizji Piechoty. W dniu 3 września 1939 roku został ciężko ranny podczas walk nad Wartą pod Rychłocicami, a jego pułk rozstał rozbity. Z odniesionych ran leczył się najpierw w Łodzi a następnie w Wilnie. Po wyleczeniu z ran wiosną 1940 roku został oficerem Bazy nr 3 ZWZ w Wilnie.
W kwietniu 1943 roku przeniesiony do Warszawy, gdzie objął stanowisko szefa Wydziału Operacyjnego w Oddziale III Komendy Głównej AK, w tym czasie używał nazwiska Witold Sawicki. 23 sierpnia 1943 roku został szefem sztabu Obszaru Warszawskiego AK. Funkcję tę pełnił do końca powstania warszawskiego. Po kapitulacji oddziałów powstańczych osadzony w Oflagu IIC Woldenberg.
Po wojnie wrócił do Polski i został uznany za inwalidę. Leczył się z powodu gruźlicy w sanatorium Gostynin-Kruk, jednocześnie pracował tam w administracji do czasu przejścia na emeryturę w 1968 roku. Zamieszkał wtedy we Wrocławiu, gdzie zmarł w dniu 19 stycznia 1969 roku.
W latach 2005–2007 jego imię nosił 5 Dębliński Batalion Ratownictwa Inżynieryjnego.

## Awanse służbowe
- chorąży - 1 stycznia 1917
- kapitan - 3 maja 1922 zweryfikowany ze starszeństwem z dniem 1 czerwca 1919
- major - 31 marca 1924 ze starszeństwem z dniem 1 lipca 1923
- major dyplomowany - 28 października 1927
- podpułkownik dyplomowany - 24 grudnia 1929 ze starszeństwem z dniem 1 stycznia 1930
- pułkownik dyplomowany -  19 marca 1939

## Ordery i odznaczenia
- Krzyż Złoty Orderu Wojennego Virtuti Militari – 29 września 1939[13]
- Krzyż Srebrny Orderu Wojskowego Virtuti Militari – 1921[14]
- Krzyż Niepodległości – 12 maja 1931 „za pracę w dziele odzyskania Niepodległości”[15]
- Krzyż Walecznych trzykrotnie[16][11]
- Złoty Krzyż Zasługi po raz pierwszy – 19 marca 1937 „za zasługi w służbie wojskowej”[17]
- Złoty Krzyż Zasługi po raz drugi – 10 listopada 1938 „za zasługi na polu pracy społecznej”[18]